# AerianTur-M
AerianTur-M was een Moldavische luchtvrachtmaatschappij met haar thuisbasis in Chisinau. Het voerde passagiers- en vrachtvluchten uit naar het Midden-Oosten. 

## Geschiedenis
Aeriantur werd opgericht in 1994. Op 9 januari 2007 kwamen 34 mensen om bij een vliegtuigcrash met een Antonov An-26-vliegtuig tijdens de landingspoging in Balad, Irak. Ambtenaren zeggen dat dit ongeval veroorzaakt werd door de mist, maar getuigen en het Islamistisch Leger zeggen dat het werd neergeschoten. Als gevolg hiervan werd de maatschappij in 2007 opgeheven.

## Vloot
De vloot van Aeriantur bestond in maart 2007 uit:
- 1 Antonov AN-12V
- 2 Antonov An-26